# 9e brigade de commandement de la Garde
Pour les articles homonymes, voir 9e brigade.
La 9e brigade de commandement de la Garde (en russe : 9-я гвардейская бригада управления, abrégé 9 гв. бру), de son nom complet la 9e brigade de commandement de la Garde « Lvovsko-Berlinskaïa » des ordres de Bogdan Khmelnitski, d'Alexandre Nevski et de l'Étoile rouge (en russe : 9-я гвардейская Львовско-Берлинская орденов Богдана Хмельницкого, Александра Невского и Красной Звезды бригада управления), est une unité de transmission des forces terrestres russes (numéro d'unité militaire 31895).
La brigade fait partie de la 20e armée combinée de la Garde du district militaire ouest, basée dans la ville de Voronej, dans l'oblast de Voronej.

## Historique
La brigade hérite des traditions militaires d'une unité soviétique antérieure créée en 1942 pendant la Seconde Guerre mondiale, le 118e régiment indépendant de communications. Celui-ci est ensuite rebaptisé 6e régiment indépendant de transmissions de la Garde (ru) et opérera tout au long de la guerre au sein de la 4e armée de chars de la Garde (ru). 
Au moment de l'effondrement de l'URSS, le régiment fait partie de la 20e armée combinée de la Garde, stationnée à Eberswalde, en RDA. 
En mai 2021, un Walk of Fame est inauguré sur le territoire de la brigade.
En 2022, l'unité prend part à l'invasion de l'Ukraine.